# Copa do Mundo Feminina de Clubes da FIFA
A Copa do Mundo Feminina de Clubes da FIFA é uma competição internacional de futebol feminino proposta pela FIFA, o órgão máximo do esporte a nível global. A edição inaugural está agendada para ocorrer no início de 2028.

## História

### Antecedentes
Um dos primeiros rumores acerca da organização de um campeonato mundial de clubes femininos pela FIFA surgiu em 2009, incluindo o indicativo de que a edição inaugural do torneio aconteceria no Brasil.
No entanto, o projeto não saiu do papel. Pouco depois, com o apoio do Santos, potência sul-americana à época, a Federação Paulista de Futebol e a agência de marketing esportivo Sport Promotion realizaram uma competição substituta, o Torneio Internacional Interclubes de Futebol Feminino de 2011, que almejava reunir algumas das melhores equipes de futebol feminino do mundo. Contudo, o propósito fracassou e apenas o Umea IK – campeão da Liga dos Campeões de Futebol Feminino da UEFA em 2003 e 2004 – aceitou o convite de participar do torneio, realizado em Araraquara, ao lado dos brasileiros Foz do Iguaçu, Palmeiras e Santos.
Já a Associação Japonesa de Futebol e a Liga Nadeshiko organizaram edições anuais do Campeonato Internacional de Clubes Feminino entre 2012 e 2014, mas o torneio jamais foi reconhecido como um campeonato mundial de clubes de futebol feminino.
Em 2013, novamente foram aventados rumores sobre a criação de um Mundial de Clubes Feminino quando o Comitê Executivo da FIFA ouviu uma proposta de sua Força-Tarefa de Futebol Feminino para explorar a ideia da competição. A diretoria do São José, vencedor da Copa Libertadores daquela temporada, chegou a dizer que a FIFA havia aprovado a realização de um torneio interclubes entre o campeão sul-americano e o Wolfsburg, campeão da Liga dos Campeões de Futebol Feminino da UEFA daquele ano, para 2014. No entanto, a proposta do duelo entre as campeãs continentais nunca progrediu além dos estágios de planejamento. 
Em 2015, a Força-Tarefa de Futebol Feminino da FIFA novamente propôs a criação da Copa do Mundo de Clubes Femininos da FIFA. A Força-Tarefa também propôs o aumento de equipes e o desenvolvimento de competições em nível de confederação em relação a uma futura Copa do Mundo de Clubes Feminina da FIFA.
Durante a coletiva de imprensa de encerramento da Copa do Mundo de Futebol Feminino de 2019, o presidente da FIFA, Gianni Infantino, destacou que a criação de um Mundial de Clubes da FIFA para mulheres a "começar o mais rápido possível" seria uma proposta fundamental para o desenvolvimento futuro do futebol feminino.
Em maio de 2024, a FIFA anunciou que a edição inaugural do torneio para janeiro e fevereiro de 2026 com a presença de 16 clubes.